# Stridsvagn 122
O Stridsvagn 122 - em português Carro de combate 122 - é uma versão sueca do carro de combate alemão Leopard 2. Dispõe de uma blindagem reforçada para resistir a projéteis anti-carro, de sistemas melhorados de sensores térmicos e de maior capacidade de coordenação de combate.

## Exército da Suécia

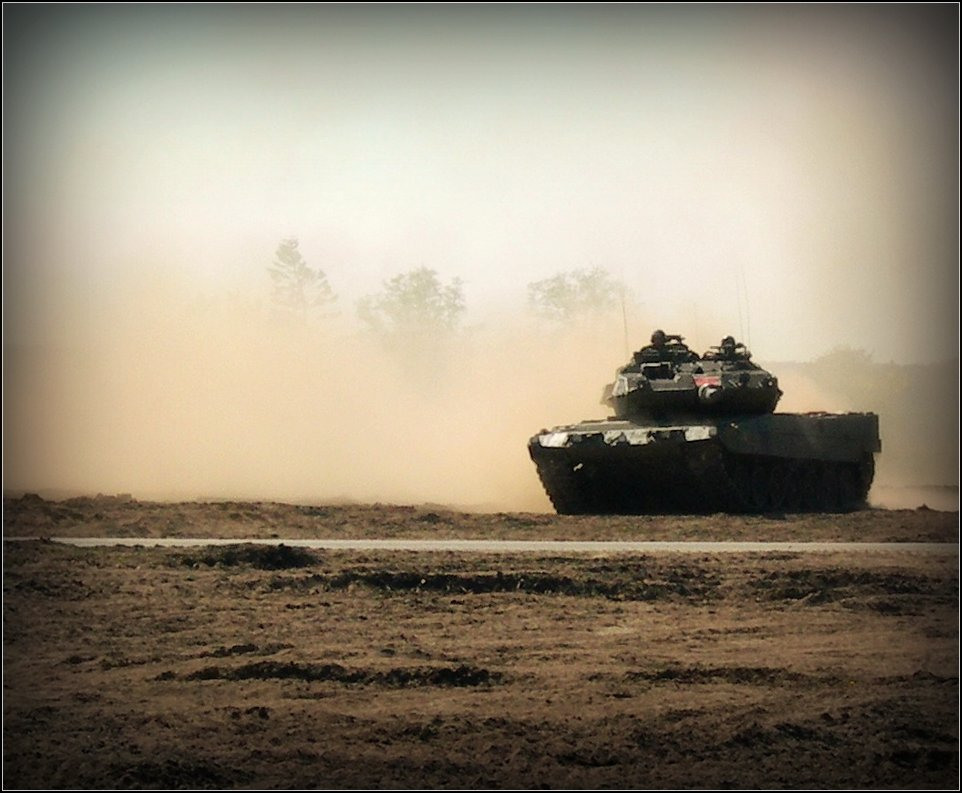
Um Stridsvagn 122 no Campo de Tiro de Revingehed

O Exército da Suécia adquiriu 120  carros de combate Stridsvagn 122 para equiparem o Regimento de Norrbotten em Boden, o Regimento de Skaraborg em Skövde e o Regimento do Sul da Escânia em Revinge.